# Сохань, Лидия Васильевна
Лидия Васильевна Сохань (укр. Лідія Василівна Сохань, 1 декабря 1924 — 3 февраля 2022) — советский и украинский философ и социолог. Доктор философских наук. Член-корреспондент НАН Украины.

## Биография
В 1946 году окончила исторический факультет Новосибирского педагогического института.
В 1961—1988 годах работала в Институте философии АН УССР, с 1969 года заведующая отделением социальной психологии.
В 1968 году в Институте философии АН СССР защитила диссертацию на соискание учёной степени доктора философских наук по теме «Духовный прогресс личности и коммунизм» (специальность 621 — теория научного коммунизма).
С 1988 по 1994 год главный научный сотрудник, с 1994 г. советник при дирекции Института социологии НАН Украины.
С 1990 года — член-корреспондент НАН Украины.
Отличник образования Украины, Заслуженный деятель науки и техники УССР (1984), лауреат премии НАН Украины им. Д. З. Мануильского.
Умерла 3 февраля 2022 года.

## Семья
- Муж — советский и украинский историк, археограф Сохань, Павел Степанович (1926—2013).
- Сыновья: Владимир и Игорь.

## Основные работы

### Научно-методические пособия
- Доній В. М., Несен Г. М., Сохань Л. В. та ін. Мистецтво життєтворчості особистості. — К.: ІЗМН, 1997. — У 2 ч.
- Доній В. М., Несен Г. М., Сохань Л. В. та ін. Психологія та педагогіка життєтворчостi. — К., 1996. — 791 с.
- Єрмаков І. Г., Сохань Л. В. Життєва компетентність особистостi. — К.: Богдана, 2003. — 520 с.
- Сохань Л. В. (в соавторстве) Время Нового Мира и человек. Глобальные риски цивилизации и поиск пути. — К., 2001. — 130 с.
- Сохань Л. В. (в соавторстве) Перспективи освітньої технології. — К.: Гопак, 2000. — 559 с.

### Книги
- Сохань Л. В. Духовный прогресс личности и коммунизм / АН УССР. Ин-т философии. — К.: Наукова думка, 1966. — 262 с.
- Сохань Л. В. Парадоксы жизни. Афоризмы, максимы, сентенции. — К.: ЮРИЗ, — 2005. — 128 с.
- Сохань Л. В. Талисман души. Размышления о таинствах души и превратностях человеческой жизни. — К., 1996. — 203 с.

### Статьи
- Сохань Л. В. Грани личности // Е. А. Якуба (исследования и воспоминания). — Харьков, 2004. — С. 256—259.
- Сохань Л. В. Діалог i партнерство в суспільствi, що трансформується // Соціологія: теорія, методи, маркетинг. — 2004. — № 1. — С. 186—188.
- Сохань Л. В. Драма життєвої нереалізованостi: соціологічний дискурс // Українське суспільство — 2003. Соціологічний моніторинг. — К.: IС НАНУ, 2003. — С. 461—473.
- Сохань Л. В. Життєвий потенціал — iнноваційний ресурс особистостi як суб`єкта життя // Українське суспільство 1994—2005. Динаміка соціальних змін. — К.: IС НАНУ, 2005. — С. 322—331.
- Сохань Л. В. Образ світу особистостi як відображення подієвої картини буття // Проблеми розвитку соціологічної теорії. Соціальнi процеси в Українi. — Вип. 4. — К.: САУ, IС НАНУ, 2004. — С. 387—389.
- Сохань Л. В. Особистість на політичному Олімпi: iнтелектуальнi виклики XXI століття // Проблеми розвитку соціологічної теорії. Трансформація соціальних iнститутів та iнституціональної структури суспільства: Науковi доповідi i повідомлення III Всеукраїнської соціологічної конференції / САУ, IС НАНУ; За ред. М. О. Шульги, В. М. Ворони. — К.: САУ, IС НАНУ, 2003. — С. 159—162.
- Сохань Л. В. Подієва картина життєвого ареалу особистостi в умовах глобалізації // Соціальний ареал життя особистостi. — К.: IС НАНУ, 2005. — С. 106—123.
- Сохань Л. В. Потенциал молодёжи как личностный ресурс регулирования событийной насыщенности жизни // Молодь в умовах нової соціальної перспективи. Матеріали VII міжнародної науково-практичної конференції (м. Житомир, 17-18 травня 2005 р.). — Ч. 1. — Житомир, 2005. — С. 150—152.
- Сохань Л. В. Про життєтворчість, мудрість, про любов до життя // Життєтворчість: концепція, досвід, проблеми. — Запоріжжя, Центрікон, 2004. — С. 5—8.
- Сохань Л. В. Соціальна мімiкрія: конструктивна адаптація чи деструктивне пристосування // Соціологія: теорія, методи, маркетинг. — 2005. — № 4 — С. 177—180.
- Сохань Л. В. Соціально-психологічна аура особистостi: цивілiзаційний вимір // Українське суспільство 1994—2004. Моніторинг соціальних змін. — К.: IС НАНУ, 2004. — С. 428—437.
- Сохань Л. В. Сотвори сам свою судьбу // Життєтворчість: концепція, досвід, проблеми. — Запоріжжя: Центрікон, 2004. — С. 75—82.